# Campeonato Argentino de Futebol de 1952
O Campeonato Argentino de Futebol de 1952 foi a vigésima segunda temporada da era profissional da Primeira Divisão do futebol argentino. O certame foi disputado em dois turnos de todos contra todos, entre 6 de abril e 29 de novembro de 1952. O River Plate sagrou-se campeão argentino, pela décima vez.

## Participantes
| Equipe             | Cidade       |
| ------------------ | ------------ |
| Atlanta            | Buenos Aires |
| Banfield           | Banfield     |
| Boca Juniors       | Buenos Aires |
| Chacarita Juniors  | Villa Maipú  |
| Estudiantes        | La Plata     |
| Ferro Carril Oeste | Buenos Aires |
| Huracán            | Buenos Aires |
| Independiente      | Avellaneda   |
| Lanús              | Lanús        |
| Newell's Old Boys  | Rosário      |
| Platense           | Buenos Aires |
| Racing Club        | Avellaneda   |
| River Plate        | Buenos Aires |
| Rosario Central    | Rosário      |
| San Lorenzo        | Buenos Aires |
| Vélez Sarsfield    | Buenos Aires |

## Classificação final
| Pos | Equipes            | J  | V  | E  | D  | GM | GS | Pts |
| --- | ------------------ | -- | -- | -- | -- | -- | -- | --- |
| 1   | River Plate        | 30 | 17 | 6  | 7  | 65 | 48 | 40  |
| 2   | Racing Club        | 30 | 13 | 13 | 4  | 50 | 33 | 39  |
| 3   | Independiente      | 30 | 13 | 9  | 8  | 72 | 58 | 35  |
| 3   | Huracán            | 30 | 14 | 7  | 9  | 59 | 49 | 35  |
| 5   | Banfield           | 30 | 13 | 7  | 10 | 54 | 44 | 33  |
| 6   | Vélez Sarsfield    | 30 | 10 | 12 | 8  | 54 | 44 | 32  |
| 6   | Lanús              | 30 | 12 | 8  | 10 | 54 | 50 | 32  |
| 6   | San Lorenzo        | 30 | 13 | 6  | 11 | 45 | 47 | 32  |
| 9   | Platense           | 30 | 12 | 7  | 11 | 67 | 61 | 31  |
| 10  | Boca Juniors       | 30 | 11 | 8  | 11 | 50 | 39 | 30  |
| 11  | Chacarita Juniors  | 30 | 12 | 5  | 13 | 48 | 48 | 29  |
| 12  | Estudiantes LP     | 30 | 10 | 8  | 12 | 58 | 54 | 28  |
| 13  | Rosario Central    | 30 | 10 | 7  | 13 | 48 | 62 | 27  |
| 14  | Ferro Carril Oeste | 30 | 9  | 6  | 15 | 38 | 57 | 24  |
| 15  | Newell's Old Boys  | 30 | 6  | 11 | 13 | 34 | 55 | 23  |
| 16  | Atlanta            | 30 | 2  | 6  | 22 | 52 | 99 | 10  |

|  |            |
|  | Campeão.   |
|  | Rebaixado. |

## Premiação
| Campeonato Argentino de Futebol de 1952 |
| --------------------------------------- |
| River Plate Campeão (10° título)        |

## Goleadores
| Jogador | Jogador           | Gols | Equipe        |
| ------- | ----------------- | ---- | ------------- |
|         | Eduardo Ricagni   | 28   | Huracán       |
|         | Oscar Coll        | 20   | Platense      |
|         | Juan Benavídez    | 17   | San Lorenzo   |
|         | Santiago Vernazza | 17   | River Plate   |
|         | Carlos Lacasia    | 16   | Independiente |